# Harchoun
Harchoun là một đô thị thuộc tỉnh Chlef, Algérie. Dân số thời điểm năm 2002 là 14.869 người.